# Прованс-Алпи-Лазурен бряг
Прованс-Алпи-Лазурен бряг (на френски: Provence-Alpes-Côte d'Azur, PACA) е регион в Югоизточна Франция. На изток граничи с Италия, на юг – със Средиземно море, на север – с регион Оверн-Рона-Алпи, а на запад – с регион Окситания. Столица и най-голям град на региона е Марсилия.
Прованс-Алпи-Лазурен бряг включва:
- бившата провинция Прованс
- бившата папска територия около Авиньон
- бившето графство Ница, чието крайбрежие е известно като Лазурен бряг или Френска Ривиера
- югоизточната част на бившата провинция Дофине в Алпите